# Guriat
Gwriad ou Guriat,  (fl.  dans la décennie 800) est un roi gallois de l'île de Man.

## Biographie
Gwriad est un prince gallois réputé être le fils d'un certain Elidir et le descendant de Llywarch Hen bien que les Harleian genealogies le présentent aussi comme issu de Magnus Maximus par sa mère Celenion une fille de Tutgual III: 
Rodri mawr m Meruyn m Guriat m Elidyr m Celenion merch Tutwal (III) tutclith m Anarawd gwalchcrwn m Meruyn mawr m Kyuyn m Anllech m Tutwal (II) m Run m Neidaon m Senilth hael. Tryd hael or gogled. Senilth m Dingat m Tutwal (I) m Edneuet m Dunawt m Maxen wledic. val y mae vchot
Il semble s'être ré-établi comme souverain de l'île de Man vers 800 ou un peu après. Comme l'île était sous la prédominance irlandaise à cette époque la présence d'un chef gallois suggère qu'il était plus un aventurier étranger qu'un autochtone. Gwiard devrait donc être issu du Powys car c'est dans ce royaume que Llywarch avait trouvé refuge après son exil du Rheged. Gwiard doit avoir établi son autorité du fait de son alliance avec Cynan Dindaethwy ap Rhodri qui proclamait ses droits sur le royaume de Gwynedd à cette époque. En effet Gwiard avait épousé sa fille Esyllt et leur fils Merfyn qui est réputé être né à Man, hérite plus tard du royaume de Gwynedd
Gwiard laisse comme trace de sa présence à Man une croix, « Crux Guriat », élevée dans le nord de l'île près de Maughold On estime que Merfynn régna en même temps sur Man et le Gwynned et que l'île resta entre les mains des gallois quelque temps avant de tomber aux mains des Vikings.

## Source
- (en) Peter Bartrum, A Welsh classical dictionary: people in history and legend up to about A.D. 1000, Aberystwyth, National Library of Wales, 1993 (ISBN 9780907158738), p. 381 GWRIAD ab ELIDIR. (755)